# BRM P138
La BRM P138 è una monoposto di Formula 1, costruita dalla scuderia inglese BRM per partecipare al Campionato mondiale di Formula 1 1968 e Campionato mondiale di Formula 1 1969. Progettata da Len Terry, è dotata di un motore V12 da 3,0 litri.